# یواس‌اس زیل (ای‌ام-۱۳۱)
یواس‌اس زیل (ای‌ام-۱۳۱) (به انگلیسی: USS Zeal (AM-131)) یک کشتی بود که طول آن ۲۲۱ فوت ۲ اینچ (۶۷٫۴۱ متر) بود. این کشتی در سال ۱۹۴۲ ساخته شد.